# The Long, Long Trailer
The Long, Long Trailer is een Amerikaanse filmkomedie uit 1954 onder regie van Vincente Minnelli. Destijds werd de film in Nederland uitgebracht als Huwelijksreis op wielen.

## Verhaal
Nicky en Tacy vertrekken op reis met een wel erg lange kampeerauto. Wanneer de tortelduifjes eenmaal onderweg zijn, blijkt de vrije natuur stukken minder romantisch dan ze zich hadden voorgesteld.

## Rolverdeling
| Acteur         | Personage        |
| -------------- | ---------------- |
| Lucille Ball   | Tracy Bolton     |
| Desi Arnaz     | Nicky Collini    |
| Marjorie Main  | Mevrouw Hittaway |
| Keenan Wynn    | Politieagent     |
| Gladys Hurlbut | Mevrouw Bolton   |
| Moroni Olsen   | Mijnheer Tewitt  |
| Bert Freed     | Voorman          |
| Madge Blake    | Tante Anastacia  |
| Walter Baldwin | Oom Edgar        |
| Oliver Blake   | Mijnheer Ludlow  |
| Perry Sheehan  | Bruidsmeisje     |